# سیسترن (تگزاس)
سیسترن، تگزاس(به انگلیسی: Cistern, Texas) شهری در ایالت تگزاس از ایالات جنوبی ایالات متحده آمریکا است.